# Université de Turin
L'université de Turin (en italien, Università degli studi di Torino, abrégée souvent en « Unito ») est une université italienne, fondée en 1404, basée à Turin, au Piémont, considérée comme l'une des plus importantes universités italiennes.
En latin, son nom est Alma Universitas Taurinensis.
Elle fait partie du consortium d'universités qui délivre le master européen Mamaself dans le cadre du programme Erasmus Mundus.

## Historique
L’université de Turin fut instituée en 1404 à l'initiative du prince Louis de Piémont, sous le règne d'Amédée VIII, premier duc de Savoie. Elle devait prendre d'emblée une forme moderne, sur le modèle de l'université de Bologne, grâce à la réforme d’Emmanuel-Philibert, mais elle ne connut que peu de progrès jusqu'au règne de Victor-Amédée II (de 1675 à 1730) qui confia à Francesco d'Aguirre la modernisation et la laïcisation de l’université..

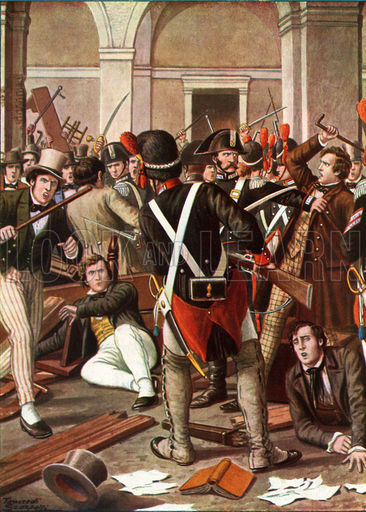
Révolte des étudiants de l'université de Turin sous le royaume de Piémont-Sardaigne en 1821, illustration de Tancredi Scarpelli, v. 1929-1932.

Au XIXe siècle l’université s'agrandit énormément, jusqu'à devenir une des plus prestigieuses d’Italie et l’un des principaux foyers du positivisme italien, avec des professeurs aussi illustres que Cesare Lombroso, Carlo Forlanini et Arturo Graf.
Au XXe siècle l’université de Turin fut l’un des foyers de l'antifascisme italien. Au cours de l’Après-guerre, le quota d'étudiants et le développement urbain furent strictement limités, mais l’université a beaucoup bénéficié de sa centralité, au point de jouer depuis les années 1990 un rôle scientifique d'académie. Elle a aussi reçu un nouvel élan de ses collaborations avec d'autres centres de recherches nationaux et internationaux, mais aussi de l'aide des collectivités locales et du Ministère de l'Instruction Publique. À la fin des années 1990, les sites d’Alessandria, de Novare et de Verceil se sont regroupés pour former la nouvelle université du Piémont oriental « Amedeo-Avogadro ».
Le blason de l'université représente l'emprise de la famille de Savoie sur la culture : il représente le soleil (Dieu) illuminant l’aigle (symbole des princes de Savoie) qui domine « le taureau » (symbole de la ville de Turin), lequel se couche sur ses livres (la culture y compris la Bible).

## Partenariats
- Partenariat Sciences Po Bordeaux : Filière Intégrée Franco- Italienne (Binazionale). Laurea triennale en sciences internationales de la coopération au développement + Laurea magistrale en relations internationales + Diplôme de Sciences Po Bordeaux + Master de l'université française partenaire.
- Grande École ESCP Europe: l'université de Turin délivre la laurea italienne en économie aux étudiants de l'ESCP Europe qui passent une année sur le campus de Turin.
- Master Sciences des matériaux avec Université de Rennes I, Université Louis-et-Maximilien de Munich, Université technologique de Munich
- Partenariat avec School of Sociology de l'Université Mohammed 6 Polytechnique (Rabat), dans le cadre du programme binational Maroco-Italien (Binazionale Rabat-Turin) de la Laurea Magistrale COSM « Analyse Comparée des Sociétés Méditerranéennes ».

## Personnalités liées à l'université

### Professeurs
- Nicola Abbagnano (1901-1990), philosophe, professeur d'histoire de la philosophie ;
- Amedeo Avogadro (1776-1856), chimiste, professeur de physique sublime ;
- Giorgio Bàrberi Squarotti (1929-2017), professeur de littérature italienne de 1967 à 1999 ;
- Matteo Bartoli (1873-1946), linguiste, professeur de linguistique ;
- Ariodante Fabretti (1816-1894), archéologue, professeur d'archéologie à partir de 1860 ;
- Guido Fubini (1879-1943), mathématicien, professeur de mathématiques ;
- Diego Marconi (1947-), philosophe, professeur de philosophie du langage ;
- Piergiorgio Odifreddi (1950-), mathématicien, professeur de logique ;
- Teresio Olivelli (1916-1945), professeur de droit, opposant au nazisme, martyr chrétien ;
- Giuseppe Peano (1858-1932), professeur de calcul infinitésimal ;
- Germano Proverbio (1924-2020), religieux et latiniste italien.
- Ercole Ricotti (1816-1883), historien, professeur d'histoire militaire, puis d'histoire moderne.

### Étudiants
- Érasme (1466-1536), humaniste et théologien ;
- Giovanni Nevizzano (fin XVe s.-1540), juriste italien ;
- Claude Guichard (1545-1607), historien de la Savoie et poète français ;
- Antoine Favre (1557-1624), juriste et écrivain savoisien ;
- François-Emmanuel Fodéré (1764-1835), médecin et botaniste savoisien ;
- Umberto Eco (1932-2016), sémiologue et écrivain ;
- Luigi Einaudi (1874-1961), deuxième président de la République italienne ;
- Marco Arnolfo (1952-), prélat catholique ;
- Francesco Lacquaniti (1952), neurologue et neuroscientifique italien ;
- Massimo Introvigne (1955-), sociologue ;
- Alice Rohrwacher (1980-), réalisatrice ;
- Giorgio Chiellini (1984-), footballeur international ;
- Augusta Montaruli (1983-), femme politique.
- Timoléon Chapperon (1808-1867), avocat, homme politique et syndic de la ville de Chambéry

### Prix Nobel
- 1969 : Salvador E. Luria (médecine)
- 1975 : Renato Dulbecco (médecine)
- 1986 : Rita Levi Montalcini (médecine)